# Globi

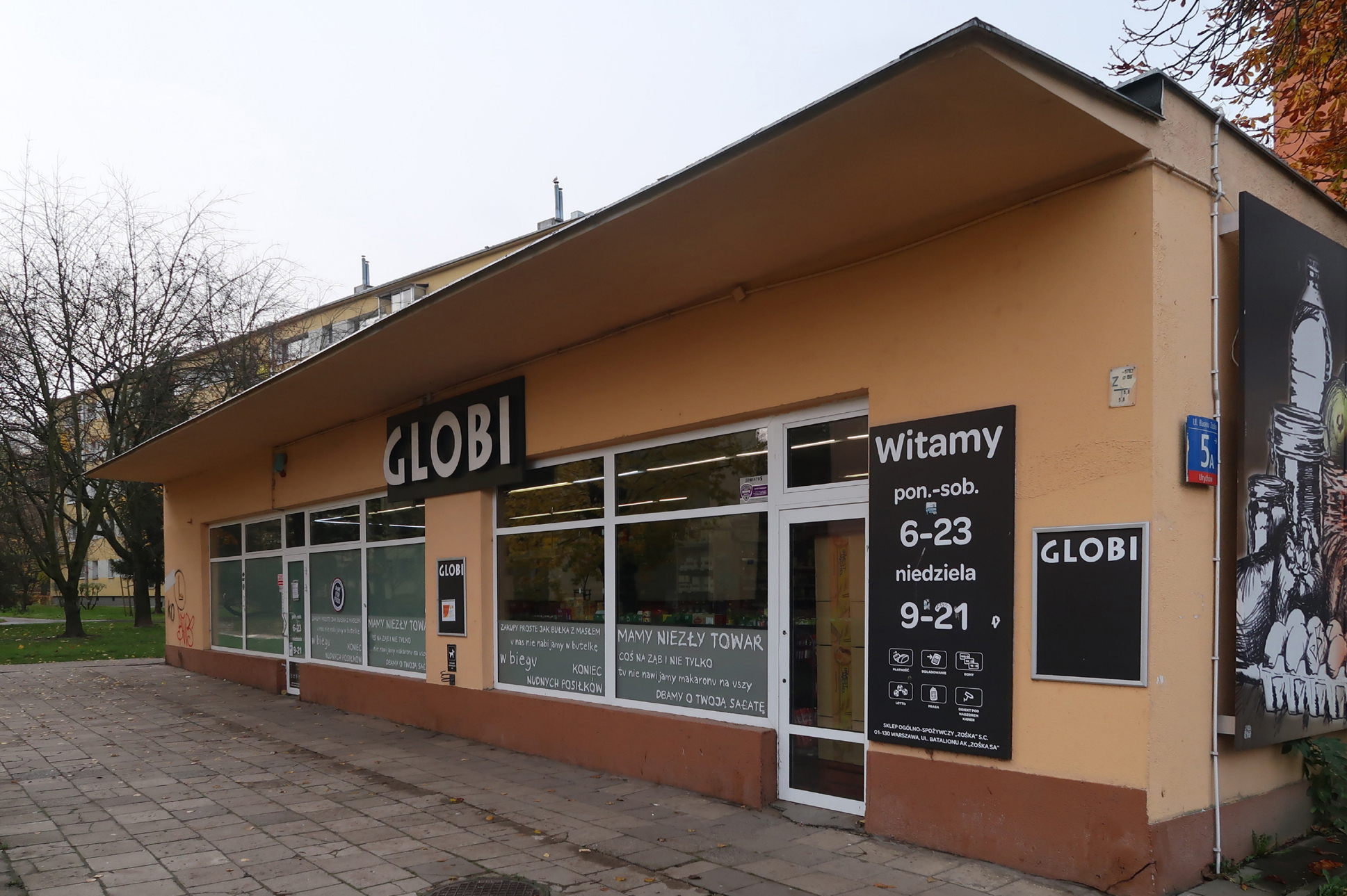
Sklep Globi w Warszawie (2019)

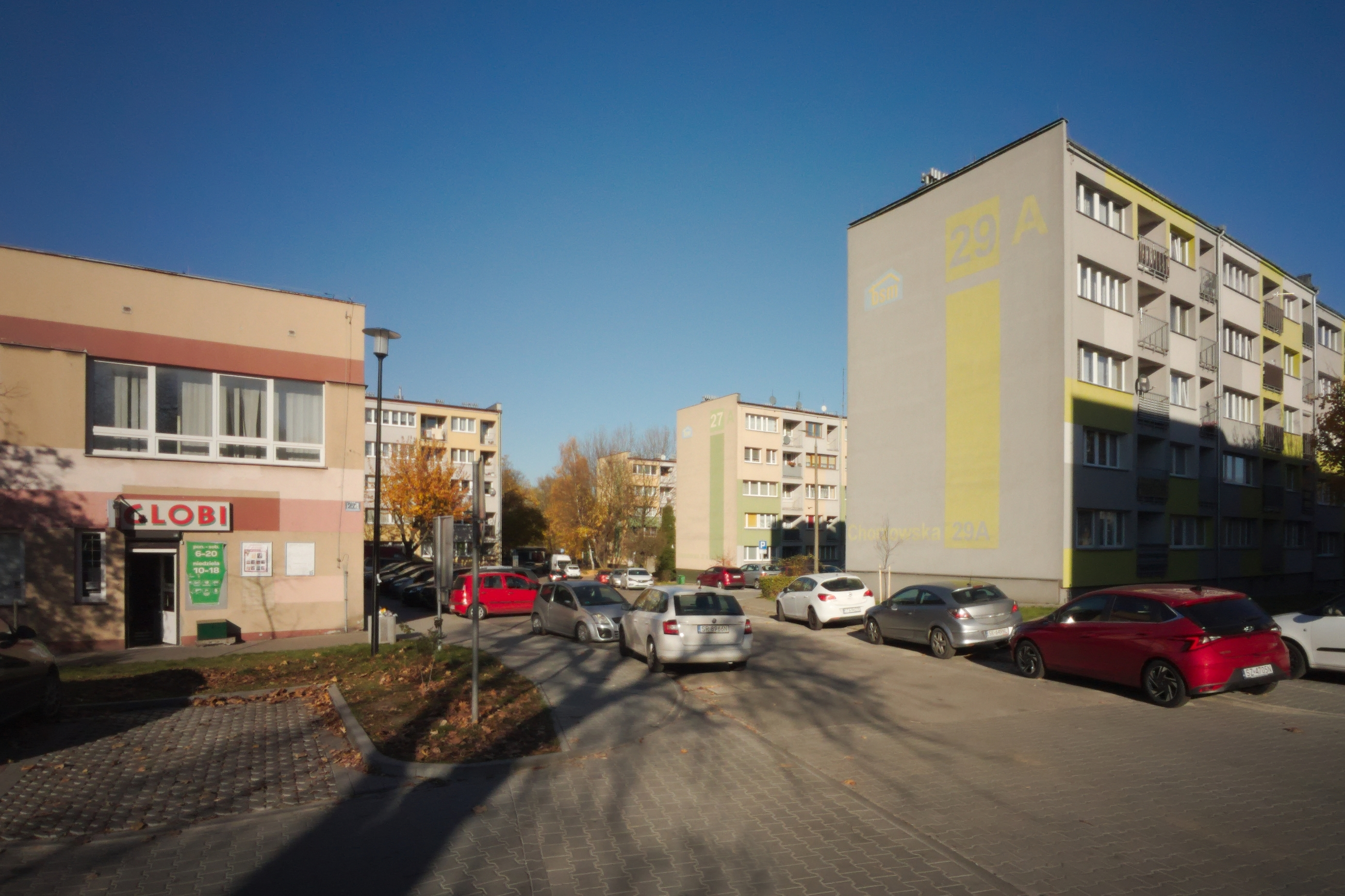
Sklep Globi na osiedlu w Bytomiu (2021)

Globi – sieć supermarketów, należących do sieci handlowej Carrefour.
Marka pojawiła się w Polsce w latach 90., należała wówczas do belgijskiego detalisty Promodés. W 1999 r. został on przejęty przez Carrefoura wraz z siecią supermarketów Globi w Polsce.
W Polsce sklepy często funkcjonują pod logiem Carrefour Express.

## Globi Discount
Globi Discount to sieć handlu detalicznego prowadzona w systemie franczyzy.
Pierwszy sklep tej sieci powstał w Ząbkach koło Warszawy. W 2007 roku otwarto sklep także w Jaśle przy ul. Jana Pawła II. W 2007 roku sieć Globi skupiała 27 sklepów w dwu formatach Globi Expres i Globi Discount.
Operatorem sieci była początkowo spółka Ratail Services Poland S.A., działająca jako master franczyzobiorca na licencji Carrefour Polska. RSP S.A. została zakupiona 20.12.2007 r. przez Emperia Holding S.A. z zamiarem dalszego rozwoju sieci. Drastyczne rozminięcie się planów spółki z zamierzeniami franczyzobiorców przyczyniły się do stopniowego zaprzestania współpracy franczyzobiorców z RSP S.A. Marka Globi praktycznie zniknęła z rynku w latach 2007-2008. W 2012 r. Carrefour reaktywował brand Globi i przygotował dla niego nową strategię rozwoju.Sklepy Globi są otwierane w lokalach o powierzchni minimum 50 mkw., a średnia powierzchnia sprzedaży wynosi ok. 80 mkw. Sklepy są umiejscawiane głównie w mniejszych miejscowościach i na terenach wiejskich. 
Placówki Globi znajdowały się w Warszawie, Łodzi, Legionowie, Bełchatowie, Radomiu, Łomiankach i innych miejscowościach. W maju 2017 r. sieć Globi liczyła 190 sklepów. 